# 氯甲酸-2,2,2-三氯乙酯
氯甲酸-2,2,2-三氯乙酯是一种有机化合物，化学式为C3H2Cl4O2。它可由2,2,2-三氯乙醇和光气或氯硫代甲酸-S-乙酯反应得到。它和氨水在0 °C反应，可以得到氨基甲酸-2,2,2-三氯乙酯。